# Julius La Fontaine
Julius August Heinrich La Fontaine (* 21. Oktober 1891 in Gondelsheim; † 25. Januar 1947 in Karlsruhe) war ein deutscher Jurist in der Polizei- und Kommunalverwaltung, der Widerstand gegen den Nationalsozialismus leistete.

## Leben
La Fontaine absolvierte nach dem Besuch des Gymnasiums von 1910 bis 1915 ein Studium der Rechtswissenschaft an der Universität Straßburg und der Universität München. Danach war La Fontaine während des Ersten Weltkrieges im Sanitätsdienst eingesetzt. Ab 1922 trat La Fontaine in die höhere Beamtenlaufbahn bei der Innenverwaltung in Baden ein und wurde im August 1922 am Bezirksamt Mannheim Amtmann. La Fontaine trat 1928 im Rang eines Regierungsrates in den Vorstand der Polizeischule Karlsruhe ein. Von diesem Vorstandsposten wurde La Fontaine nach der Machtübernahme der Nationalsozialisten 1933 entfernt. Danach war La Fontaine am Bezirksamt Karlsruhe tätig. Der der SPD nahestehende La Fontaine unterlag einem Beförderungsstopp. Er beantragte am 24. Mai 1937 die Aufnahme in die NSDAP und wurde rückwirkend zum 1. Mai desselben Jahres aufgenommen (Mitgliedsnummer 4.354.326).

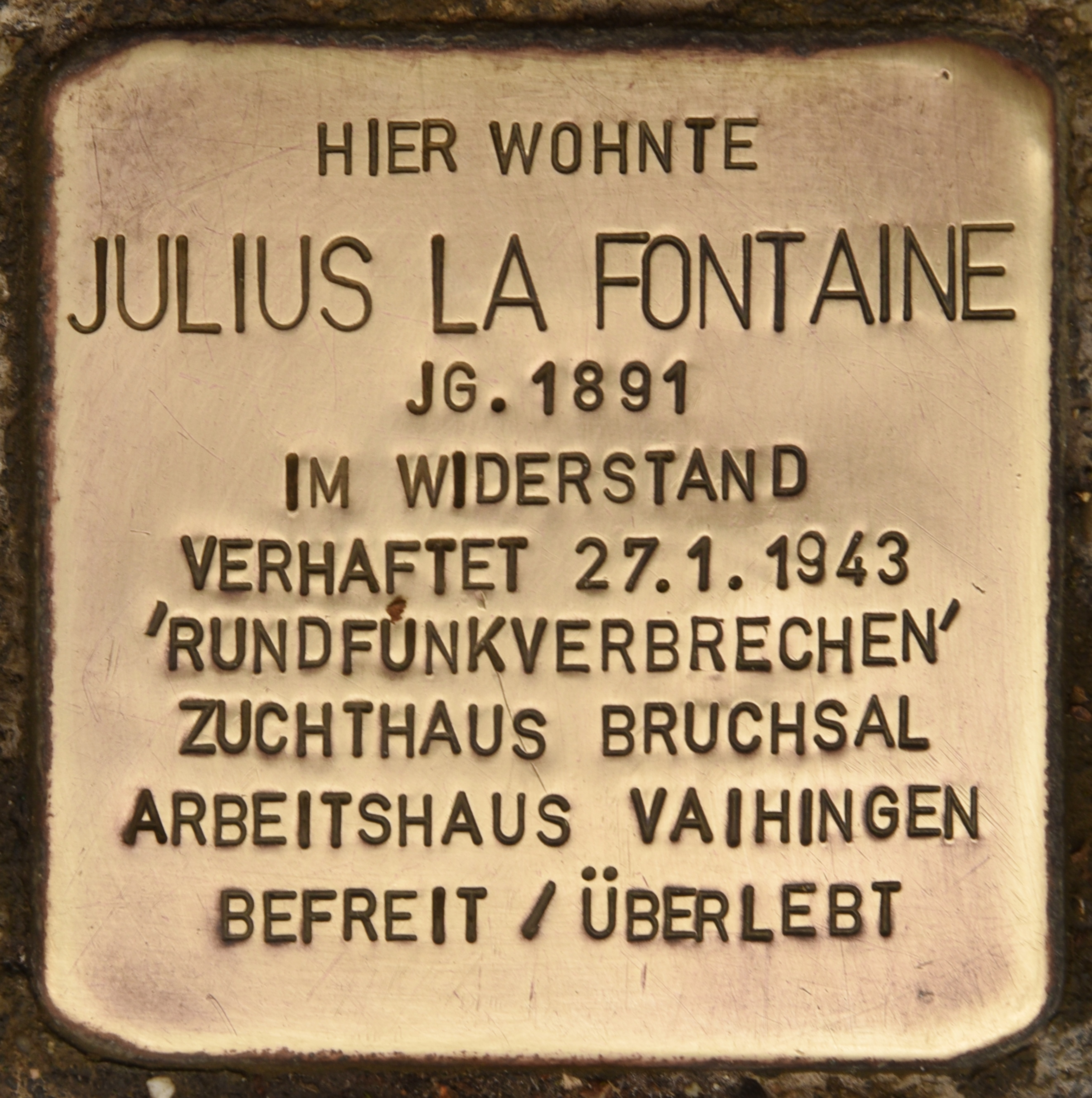
Stolperstein in Gondelsheim

Nach Ausbruch des Zweiten Weltkrieges wurde La Fontaine im deutsch besetzten Polen vom 15. September 1939 bis 16. Oktober 1939 Landrat im Kreis Błonie, westlich von Warschau. La Fontaine wurde in dieser Funktion Zeuge von Massentötungen durch die Einsatzgruppen. Danach erlitt La Fontaine einen Nervenzusammenbruch und kehrte krankheitsbedingt ins Deutsche Reich zurück, wo er ab 1940 als Regierungsrat am Bezirksamt Heidelberg tätig wurde. An seinem Wohnort Mannheim kam er in Kontakt mit einer Widerstandsgruppe, die aus jungen Lehrern bestand. Diese frankophile Widerstandsgruppe lehnte das NS-Regime ab. Die Widerstandsgruppe, der neben La Fontaine und seiner Frau etwa sechs junge Lehrer beiderlei Geschlechts angehörten, traf sich ab 1941 regelmäßig in dessen Wohnung. Als „Abhörgemeinschaft“ hörte sie illegal „Feindsender“ ab, diskutierte und dokumentierte die dort gebrachten Meldungen. La Fontaine berichtete auch von den Massenerschießungen im Osten, deren Zeuge er wurde. Die Gruppe unterstützte konspirativ französische Kriegsgefangene und half auch einem Kriegsgefangenen bei seiner Flucht. Die Gruppe wurde denunziert und deren Angehörige durch die Gestapo festgenommen. La Fontaine selbst wurde am 27. Januar 1943 verhaftet. Am 25. Oktober 1943 wurde La Fontaine durch den 1. Senat des Volksgerichtshofes unter Vorsitz von Roland Freisler wegen Rundfunkverbrechen und der Durchführung „staatsfeindlicher Gemeinschaftsabende“ zu zehn Jahren Zuchthaus und zehn Jahren Ehrverlust verurteilt. La Fontaine wurde eine „im Grunde nicht reichsfeindliche Gesinnung“ attestiert und ihm sein schlechter Gesundheitszustand zugutegehalten. Eine mitangeklagte Junglehrerin erhielt ein Todesurteil. Seine „defaitistischen Reden“ sowie La Fontaines Gründung eines „hochverräterischen Kreises“ waren dem Oberreichsanwalt zwar bekannt, flossen aber nicht in die Anklage ein. Die Gründe dafür sind unbekannt – möglicherweise hatte der gut beleumundete Verwaltungsjurist La Fontaine einen versierten Verteidiger oder wurde durch Fürsprecher geschützt. Nach dem Urteil war La Fontaine bis April 1945 zunächst im Zuchthaus Bruchsal und danach im Arbeitshaus Vaihingen inhaftiert.
Nach der Befreiung vom Nationalsozialismus wurde La Fontaine Direktor des Arbeitshauses Vaihingen. Ab Mitte Juli 1945 war La Fontaine kommissarischer Landrat im Landkreis Vaihingen. Anfang Oktober 1945 wurde er Ministerialrat in der Abteilung Innere Verwaltung beim Präsidenten des Landesbezirks Baden. Zusätzlich war La Fontaine dort ab dem 14. November 1945 Landespolizeidirektor. Im Januar 1947 starb La Fontaine an den Haftfolgen.